# Agnieszka Gawor
Agnieszka Gawor (ur. 1972) – polska psycholog, trener biznesu, nauczyciel akademicki związana z Uniwersytetem Opolskim.

## Życiorys
Ukończyła psychologię na Wydziale Pedagogiki i Psychologii Uniwersytecie Śląskim w Katowicach, gdzie uzyskała także tytuł doktora nauk humanistycznych w zakresie psychologii w 2006 roku na podstawie pracy pt. Kobieta-polityk w umysłowych reprezentacjach ludzi, napisanej pod kierunkiem prof. Eugenii Mandal. Wcześniej w 1997 roku zatrudniła się w Miejskiej Poradni Psychologiczno-Pedagogicznej w Opolu. 
W 2006 roku wygrała konkurs na adiunkta w Instytucie Psychologii Uniwersytetu Opolskiego, obejmując także dyrekcję tej placówki do 2008 roku. Następnie została pełnomocnik rektora ds. osób niepełnosprawnych na Uniwersytecie Opolskim.
Razem ze znajomymi: Magdaleną Nawrat i Alicją Żak-Łykus założyła w 2000 roku firmę "Gawor Nawrat Żak", zajmującą się szkoleniami i doradztwem w zakresie psychologii biznesu. Jest autorką publikacji pt. Jakość życia współczesnego człowieka : wybrane problemy (Kraków 2008).